# Chrysopa nigricornis
Chrysopa nigricornis là một loài côn trùng trong họ Chrysopidae thuộc bộ Neuroptera. Loài này được Burmeister miêu tả năm 1839.
Loài này sinh sống ở Trung và Bắc Mỹ.